# Hiến pháp Algérie
Hiến pháp Algérie lần đầu tiên được thông qua bởi một cuộc trưng cầu dân ý vào năm 1963, sau Chiến tranh Độc lập Algérie (1954 Phản62); ban đầu, nó đã được soạn thảo bởi một hội đồng lập hiến do Ferhat Abbas lãnh đạo, nhưng cơ quan này đã bị Tổng thống đầu tiên của Algérie, Ahmed Ben Bella đứng ngoài cuộc. Trong mẫu năm 1963, hiến pháp tuyên bố Algérie là một quốc gia độc đảng được cai trị bởi phong trào kháng chiến trước đây, Mặt trận Giải phóng Quốc gia (FLN). Hiến pháp này đã bị đình chỉ bởi cuộc đảo chính quân sự năm 1965. Sau nhiều năm cầm quyền bởi nhà điều hành fiat với tư cách là lãnh đạo của Hội đồng Cách mạng,Houari Boumédienne đã ban hành hiến pháp thứ hai vào năm 1976, nhấn mạnh tầm quan trọng của chủ nghĩa xã hội và - chính thức - khôi phục các thể chế chính trị cho sự ưu việt của họ đối với việc thành lập quân đội. (Boumédienne sau đó đã được bầu làm tổng thống thứ hai của đất nước, sau khi đã bỏ trống vị trí này trong mười một năm.)
Năm 1986, người kế nhiệm của Boumedienne, Chadli Bendjedid đã sửa đổi hiến pháp để cho phép cải cách thị trường tự do, và sau cuộc nổi loạn tháng 10 năm 1988, đã đưa ra một hiến pháp mới vào năm 1988. Điều này đã được phê chuẩn trong một cuộc trưng cầu dân ý 73% vào ngày 23 tháng 2 năm 1989. một hệ thống đa đảng, loại bỏ FLN khỏi vai trò là đảng hàng đầu và không đề cập đến chủ nghĩa xã hội; thay vào đó, nó hứa " tự do ngôn luận, lập hội và hội họp". Một cuộc đảo chính quân sự năm 1992 đã đưa ra một tình trạng khẩn cấp, trong đó đình chỉ một phần của hiến pháp mới, khi Nội chiến Algérie bắt đầu.
Năm 1996, hiến pháp được sửa đổi thêm, cho phép thành lập các đảng chính trị không "thành lập trên cơ sở tôn giáo, ngôn ngữ, chủng tộc, tình dục, hành xác hoặc khu vực "hoặc vi phạm "các quyền tự do cơ bản, các giá trị cơ bản và các thành phần của bản sắc dân tộc, đoàn kết dân tộc, an ninh và toàn vẹn lãnh thổ quốc gia, độc lập của đất nước và chủ quyền nhân dân cũng như bản chất dân chủ và cộng hòa của Nhà nước."
Một sửa đổi được đề xuất thêm, được cho là nhằm xóa bỏ giới hạn nhiệm kỳ tổng thống (Điều 74) để cho phép Tổng thống ra tranh cử thường xuyên, đã được thảo luận trong năm 2006 bởi chính phủ của Thủ tướng Abdelaziz Belkhadem. Điều này đã được xem là do Tổng thống Abdelaziz Bouteflika xúi giục, người đã được bầu vào nhiệm vụ thứ hai và, theo hiến pháp, vào năm 2004. Những thay đổi khác được thảo luận liên quan đến một hệ thống tổng thống, giới thiệu chức vụ Phó Tổng thống trong số những điều khác.
Hiến pháp năm 1996 đã được sửa đổi vào năm 2008 và được thay thế bằng Hiến pháp năm 2016.